# Live This Moment
Live This Moment è una canzone del gruppo pop globale Now United, pubblicata il 12 febbraio 2020. La canzone è stata resa disponibile su piattaforme digitali il 21 febbraio 2020. Presenta le voci di Krystian, Bailey, Josh e Noah.

## Video musicale
La clip, pubblicata il 12 febbraio 2020, è semplice ma piena di danza. Krystian, Bailey, Josh e Noah appaiono sempre in due diversi scenari, aprendo interpretazioni del dualismo. I giovani appaiono in uno studio bianco, quando indossano abiti neri, proprio come quando indossano abiti neri, appaiono in un luogo bianco. Il video utilizzava anche la funzione Chroma Key. Krystian Wang, il rappresentante cinese, era super eccitato per l'uscita della nuova canzone del gruppo, principalmente perché le voci principali erano le loro. Krystian, il rappresentante cinese del gruppo, è il protagonista della canzone. Questa è l'ultima clip prima dell'ingresso del 15 ° membro, Savannah Clarke.
È il primo videoclip in cui non compare nessuna delle ragazze. Lamar è rimasto assente all'uscita della canzone e non è noto se verrà aggiunto alle sue esibizioni in futuro. Krystian è il centro della musica. Era l'ultimo lancio prima che Savannah entrasse.

## Esibizioni dal vivo
La sua prima esibizione si è svolta al Dreams Come True Tour, a Belo Horizonte. La coreografia creata poco prima del tour e per un risultato più rapido, il coreografo Kyle Hanagami ha preso danzatori ausiliari per fungere da specchio e aiutare i membri di Now United con il processo, poiché il nuovo tour del gruppo era a meno di un mese di distanza. E il 19 febbraio 2020 è stato lanciato il tutorial di coreografia per la musica, tenuto da Josh.

## Altre versioni
Oltre a questo, avremo un'altra versione di Live This Moment, questa volta, con i testi completamente in mandarino, la lingua madre di Krystian.

## Formazione
- Now United – voce
- Gannin Arnold – produzione
- Andy Delos Santos – musica e testo
- Gannin Arnold – musica e testo
- Kyle Hanagami – coreografia
- Alexis Gudino – regista del video musicale